# 英国宝石学協会
英国宝石学協会（えいこくほうせきがくきょうかい、The Gemmological Association of Great Britain, 略称：Gem-A）とは、英国を拠点とする国際的な宝石学教育および資格認定機関のことである。

## 歴史
Gem-Aは宝石学の教育機関としては世界で最も長い歴史を持つ。英国の宝石業界に認められる宝石学の資格を提供するため、英国金細工師協会（NAG）によって1908年に設立された宝石学委員会がGem-Aの前身である。この委員会は1931 年にNAGの支部である英国宝石学協会へと成長し、最終的に完全に独立した組織となった。英国宝石学協会および宝石検査研究所 (GAGTL) として知られていたが、2007 年に研究所を閉鎖し、研究と教育に重点を移して現在の名称に変更した。現在は世界中に40以上の教育センターがあり、26か国にコミュニティがある。

## 教育
Gem-A が提供している主な宝石学教育として、宝石学ファンデーション、宝石学ディプロマ、ダイヤモンドディプロマの３つのコースがある。これらのコースはGem-A認定教育機関（ATC）である日本宝飾クラフト学院が教育を行っているため、日本語での受講、受験が可能である。

### 宝石学ファンデーションと宝石学ディプロマ
宝石学理論と宝石鑑別を学ぶコースである。この２つのコースはひとつながりであり、宝石学ファンデーションを履修し試験に合格した者のみが宝石学ディプロマを履修することができる。
試験はすべて論述形式で、ファンデーション試験では２つの理論試験、ディプロマ試験では２つの理論試験に鑑別実技試験を加えた３つの試験を受けなくてはならない。宝石学ファンデーション試験に合格するとCert-GAの称号が与えられるが、これは履修証明といった意味合いである。宝石学ディプロマの理論と鑑別実技の両方の試験に合格したのち、Gem-Aへのメンバーシップ登録と年会費の支払いを経ることにより、Gem-A宝石学ディプロマ資格所持者を指す称号「FGA」を氏名の後につけることができる。FGAは「Fellow of the Gemmological Association」の略。イギリスの資格・カリキュラム局による国家資格フレームワーク（NQF）においてFGAは学士号と同等のレベル６と認定されている。国際的な宝石学・宝石鑑別の資格として知られており、アメリカの宝石学会であるGIA が認定するGIA.G.G.   と並んで信用性が高い。

### ダイヤモンドディプロマ
ダイヤモンドとその類似石に絞って、理論と鑑別、そしてダイヤモンドの品質評価（グレーディング）を学ぶコースである。ダイヤモンドディプロマの理論と実技、両方の試験に合格したのち、Gem-Aへのメンバーシップ登録と年会費の支払いを経ることにより、称号「DGA」を氏名の後につけることができる。DGA は「Diamond member of the Gemmological Association」の略。NQFにおいて基礎学位と同等のレベル５と認定されており、こちらも国際的なダイヤモンドの資格として知られている。

## 出版物
最新刊以外の号はすべてオンライン上で閲覧が可能。Gem-Aの会員になると最新刊も閲覧できる。

### The Journal of Gemmology
1947年から刊行。現在は四半期ごとに発行され、天然石とその処理、合成石、模造宝石など、宝石学のあらゆる分野に関する独自の研究記事が掲載されている。

### Gems & Jewellery
1991 年から刊行。